# Donald Rubin
Donald Bruce Rubin (ur. 22 grudnia 1943 w Waszyngtonie) – amerykański statystyk, znany z pionierskiego wkładu w dziedzinę wnioskowania przyczynowego i opracowanie metod imputacji brakujących danych.

## Życiorys

### Wczesne życie i wykształcenie
Rubin urodził się w Waszyngtonie, D.C. Dorastał w Evanston, Illinois w rodzinie prawników, interesując się fizyką i matematyką. Wspominał, że dzieciństwo spędzone wśród rozmów ze znajomymi rodziny, prawnikami i akademikami, wywarło wpływ na jego sposób myślenia. Wcześnie poznał także statystyczne koncepcje szans i ryzyka, ponieważ jeden z jego krewnych często zabierał go na wyścigi sportowe.
Ukończył pierwsze studia na Uniwersytecie w Princeton, początkowo planując uzyskać specjalizację w fizyce i należąc do przyspieszonego programu edukacji pod kierunkiem Johna Wheelera. Zmienił jednak kierunek studiów, wybierając psychologię (BS, 1965). Nauczył się w tym czasie programować w języku FORTRAN. Miał poczucie, że rozwija u siebie połączenie perspektywy matematyki i nauk społecznych, co było wartościowe i doceniane. Kontynuował studia na Uniwersytecie Stanforda, gdzie opiekował się nim Amos Tversky, i na Uniwersytecie Harvarda, gdzie zmienił ponownie specjalizację studiów z psychologii na informatykę (MS, 1966), choć wspominał, że wiele czysto teoretycznych przedmiotów informatycznych nudziło go.
Miał okazję wykonywać prace programistyczne m.in. dla Johna Tukeya w trakcie letniego stażu na Princeton. Relacjonuje, że tam także, w trakcie konsultacji dla wydziału socjologii wokół tematu nierówności rasowych, uderzało go zaniedbanie problemu odróżniania korelacji od przyczynowości – który stał się później jednym z jego głównych obszarów badawczych. Ostatecznie zdobył doktorat ze statystyki na Harvardzie pod kierunkiem Williama G. Cochrana dysertacją The Use of Matched Sampling and Regression Adjustment in Observational Studies (Ph.D. 1970).

### Praca
Po studiach pracował m.in. na wydziale statystyki Harvarda, Princeton i w organizacji Educational Testing Service. Był wizytującym profesorem m.in. na Uniwersytecie Kalifornijskim w Berkeley, Uniwersytecie Teksańskim w Austin, i Uniwersytecie Wisconsin w Madison. W latach 1980. uzyskał pełną profesurę Uniwersytetu Chicagowskiego, w 1984 przenosząc się ostatecznie z powrotem do wydziału statystyki Harvarda, gdzie pracuje do dziś – obecnie jako profesor emerytowany – i gdzie pełnił funkcję kierownika w latach 1985–1994 i 2000–2004.
Jest autorem kilkuset publikacji naukowych i kilkunastu książek, promotorem ponad 50 prac doktorskich, m.in. Andrew Gelmana, oraz redaktorem naczelnym np. Journal of the American Statistical Association. Do 2014 jego prace były cytowane ponad 250 tys. razy, co plasuje go wśród najczęściej przywoływanych autorów w świecie nauki.
Jego głównym obszarem badawczym jest statystyka stosowana w naukach społecznych, przede wszystkim zagadnienie wnioskowania przyczynowego. Przykłada w tym obszarze uwagę do znaczenia randomizacji w eksperymentach, i rozbudowuje wczesne dokonania Jerzego Spławy-Neymana. Jego wczesne prace o imputacji brakujących danych uznaje się także za pionierskie. Jest również popularyzatorem metod wnioskowania bayesowskiego w statystyce. Współpracował z wieloma wpływowymi statystykami i ekonometrykami, takimi jak John Tukey, Joshua Angrist, George Box czy Guido Imbens.
Aktualnie pracuje na Uniwersytecie Tsinghua oraz na Temple University.

### Życie prywatne
Opisuje się jako miłośnik muzyki i fan zabytkowych pojazdów sportowych.

## Wyróżnienia
Odebrał liczne nagrody i tytuły honorowe, m.in. Wilks Memorial Award Amerykańskiego Towarzystwa Statystycznego (1995), Parzen Prize (1996), R. A. Fisher Lectureship (2004), czy Snedecor Award (2007). Jest laureatem honorowych doktoratów m.in. Uniwersytetu w Bambergu, Uniwersytetu Lublańskiego, czy Uniwersytetu w Uppsali. Otrzymał także honorowe profesury m.in. uniwersytetów w Utrechcie, Szanghaju i Xi’an.
Został wybrany członkiem m.in. National Academy of Sciences, Amerykańskiej Akademii Sztuk i Nauk, British Academy, i Fellow m.in. Amerykańskiego Towarzystwa Statystycznego, Institute of Mathematical Statistics, International Statistical Institute, Fundacji Solomona R. Guggenheima, i Fundacji Alexandra von Humboldta.